# Anling, Zhejiang
Anling (kinesiska: 安岭, 安岭乡, 上门楼) är en socken i Kina. Den ligger i provinsen Zhejiang, i den östra delen av landet, omkring 190 kilometer söder om provinshuvudstaden Hangzhou. Antalet invånare är 4 829. Befolkningen består av 2 366 kvinnor och 2 463 män. Barn under 15 år utgör 21,0 %, vuxna 15-64 år 57 %, och äldre över 65 år 21,0 %.
Runt Anling är det ganska tätbefolkat, med 192 invånare per kvadratkilometer. Närmaste större samhälle är Rongjiang, 14,8 km nordväst om Anling. I omgivningarna runt Anling växer i huvudsak blandskog.
Genomsnittlig årsnederbörd är 2 368 millimeter. Den regnigaste månaden är juni, med i genomsnitt 417 mm nederbörd, och den torraste är januari, med 69 mm nederbörd.